# Франкенхаймер, Джон
Джон Майкл Франкенхаймер (англ. John Michael Frankenheimer; 19 февраля 1930[…], Куинс, Нью-Йорк — 6 июля 2002[…], Лос-Анджелес, Калифорния) — американский кинорежиссёр, лауреат 14 различных кинонаград, автор 30 полнометражных художественных фильмов и более 50 телефильмов.

## Биография
Джон Франкенхаймер родился в Нью-Йорке в семье еврея, эмигрировавшего из Германии, Вальтера Мартина Франкенхаймера и ирландки Хелен Мари (Шиди). Джон был католиком.
Джон начал интересоваться кинематографом в раннем возрасте, а серьёзно задумался о режиссёрской карьере во время службы в ВВС. Вскоре он снял свой первый документальный фильм. Тогда же он начал изучать теорию кино, в частности, работы Сергея Эйзенштейна.
Свою режиссёрскую карьеру Франкенхаймер начал на телеканале CBS. В течение 1950-х он стал режиссёром более 140 эпизодов сериалов «Театр 90», «Кульминация!», «Опасность» и др. Постепенно над телевизионными проектами Франкенхаймер стал работать всё меньше, и с 1961 года занялся исключительно полнометражными художественными фильмами.
Джон Франкенхаймер скончался от инсульта в больнице Седарс-Синайском медицинском центре в возрасте 72 лет.

## Личная жизнь
Джон Франкенхаймер дважды был женат: на Кэролин Миллер (с 22 сентября 1954 по 1961) и на Эванс Эванс (с 1961 до самой смерти в 2002). Дочери — Кристи и Лиза Джин.

## Избранная фильмография
- 1957 — Молодой незнакомец[англ.] / The Young Stranger
- 1961 — Юные дикари / The Young Savages
- 1962 — Всё разваливается[англ.] (Всё рушится) / All Fall Down
- 1962 — Любитель птиц из Алькатраса / Birdman of Alcatraz
- 1962 — Маньчжурский кандидат / The Manchurian Candidate
- 1964 — Семь дней в мае / Seven Days in May
- 1964 — Поезд / The Train
- 1966 — Вторые / Seconds
- 1966 — Большой приз / Grand Prix
- 1968 — Посредник / The Fixer
- 1969 — Необычайный моряк[англ.] / The Extraordinary Seaman
- 1969 — Мотыльки на ветру / The Gypsy Moths
- 1970 — Я иду по линии[англ.] / I Walk the Line
- 1971 — Всадники[англ.] / The Horsemen
- 1973 — Продавец льда грядёт / The Iceman Cometh
- 1973 — Недостижимая цель / Story of a Love Story (Impossible Object)
- 1974 — Мёртв на 99,44 %[англ.] / 99 and 44/100% Dead
- 1975 — Французский связной 2 / French Connection II
- 1977 — Чёрное воскресенье[англ.] / Black Sunday
- 1979 — Пророчество[англ.] / Prophecy
- 1982 — Вызов / The Challenge
- 1985 — Завещание Холкрофта[англ.] / The Holcroft Covenant
- 1986 — Подцеплен по-крупному / 52 Pick-Up
- 1989 — Насмерть / Dead Bang
- 1990 — Четвёртая война / The Fourth War
- 1991 — Год оружия / Year of the Gun
- 1994 — Огненный сезон / The Burning Season
- 1994 — Спиной к стене / Against the Wall
- 1996 — Андерсонвилл[англ.] / Andersonville
- 1996 — Остров доктора Моро / The Island of Dr. Moreau
- 1997 — Джордж Уоллес / George Wallace
- 1998 — Ронин / Ronin
- 2000 — Азартные игры / Reindeer Games
- 2001 — BMW напрокат (эпизод «Засада») / The Hire (эпизод Ambush)
- 2002 — Путь к войне / Path to War

## Избранные награды
- 1965 — «Бодил», Лучший не-европейский фильм
- 1994 — «Эмми», Выдающееся личное достижение в режиссуре мини-сериалов
- 1995 — «Эмми», Выдающееся личное достижение в режиссуре мини-сериалов
- 1996 — «Эмми», Выдающееся личное достижение в режиссуре мини-сериалов
- 1997 — «Сатурн», Lifetime Achievement Award
- 1997 — CableACE Award, Лучшая режиссура фильмов или мини-сериалов
- 1998 — англ. Casting Society of America, Lifetime Achievement Award
- 1998 — «Эмми», Лучшая режиссура фильмов или мини-сериалов
- 1999 — награда Билли Уайлдера от Национального совета кинокритиков США
- 2001 — главный приз Голливудского кинофестиваля, Выдающиеся достижения в режиссуре